# Paul Good

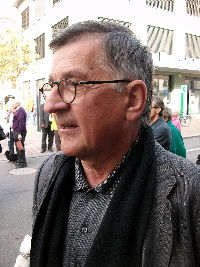
Paul Good 2009

Paul Good  (* 29. Oktober 1942 in Mels, Schweiz) ist ein Schweizer Philosoph. Er lebt und arbeitet in Bad Ragaz (Schweiz) sowie in Düsseldorf (Deutschland).
Er war Professor für Philosophie von 1983 bis 2008 an der Kunstakademie Düsseldorf. In Bad Ragaz unterhält er seit 2007 ein „Philosophie Atelier“ für Buch- und Tagungsprojekte zu Philosophie und Kunst.

## Biografie
Nach der Matura 1962 am Gymnasium Immensee absolvierte er das Noviziat (Meditationsjahr) und zwei Jahre Philosophie im Missionsseminar Schöneck der Missionsgesellschaft Bethlehem. 1965 setzte er das Philosophie-Studium an der Ludwig-Maximilians-Universität München fort. Sein philosophischer Lehrer dort war Max Müller. Entscheidend für den Schwerpunkt in seiner Philosophie war das Parisjahr 1967/68 an der Sorbonne mit seiner in München 1970 eingereichten Dissertation über Maurice Merleau-Ponty. Es folgten drei Jahre als Assistent in Philosophie an der Universität St. Gallen, 1973 daselbst die Habilitation mit der Arbeit „Sprache: Fiktion und Funktion“, mehrere Forschungsjahre beim Schweizerischen Nationalfonds, diverse Lehraufträge an verschiedenen Hochschulen, 1976 ein Forschungsaufenthalt an der University of California in Berkeley/USA bei Paul Feyerabend und John Searle. 1983 erfolgte die Berufung auf den Lehrstuhl für Philosophie an die Kunstakademie Düsseldorf, wo er als Philosoph bis 2008 tätig war. Paul Good betreibt seit 2008 in Bad Ragaz/Schweiz ein philosophisches Atelier. Er ist Mitglied des Schweizer Alpen-Clubs und der Deutschen Gesellschaft für Philosophie.

## Werk
1. Leibphilosophie/Körperphilosophie: ein erster Schwerpunkt in seinem umfangreichen Werk liegt innerhalb der Phänomenologie, ausgehend von der „Phänomenologie der Wahrnehmung“, „Das Auge und der Geist“, „Das Sichtbare und das Unsichtbare“ des Franzosen Maurice Merleau-Ponty, auf weitreichenden Bemühungen, „den Leib“ in ein Konzept von Denken so einzuführen, dass dieser primordiale körperliche „Sinn“ endlich gegen die abstrakte Sinn-Konstitution durch das Bewusstsein ins volle Recht gesetzt wird. Aktuell richtet sich dieser an der Wahrnehmung, Anschauung, Existenz orientierte „Sinn“ gegen das Verschwinden des Körpers, wie er durch die globale Mediengesellschaft herbeigeführt worden ist. In diesem Zusammenhang wurde auch die Beschäftigung mit den Sinngesetzlichkeiten des emotionalen Lebens, wie sie einst vom deutschen Philosophen Max Scheler herausgearbeitet worden sind, relevant.
2. Kunst: Mit dem Körper zusammen hängt ein zweiter Schwerpunkt, der die Künste ins Zentrum rückt. Ob bei der Malerei, der Skulptur, der Performance, ob bei der Zeichnung, der Musik, beim Tanz, immer bringen nach Goods Auffassung die Künstler ihren Körper mit und in das künstlerische Werk ein. Dabei geht es Good stets um die Frage: welches Verständnis von Denken, welches Bild vom Denken enthalten bestimmte Werke? Er zieht also aus den Künsten etwas heraus für die Philosophie, für sein Differenzdenken. Ein besonderes Verdienst des Autors besteht darin, eine spezifische philosophische Schreibweise über Kunst zu praktizieren, einen eigenen Stil zu pflegen, der die besondere Nähe zu den Künsten manifestiert.
3. Differenz: Das Stichwort, dem Paul Good in der Philosophie den Status eines Konzepts verschaffen will, heisst Differenz denken. Das Einheitsbild vom Denken, das mit Immanuel Kant für alle, die guten Willens sind, den gleichen, gemeinsamen Logos (die eine Vernünftigkeit) postulierte und Verallgemeinerbarkeit als einziges Kriterium für Wahrheit und Moralität gelten liess, ist durch die grösste Einheit, welche durch die wirtschaftliche Globalisierung herbeigeführt worden ist, durch die Vielfalt der Kulturen und Traditionen völlig obsolet geworden. Differenz ist der Wert, führt Good gegen alle Gleichmacherei und Gleichschaltung stets ins Feld. Du bist etwas, kannst etwas, siehst etwas, was ich nicht bin, nicht kann, nicht sehe. Wenn jeder seine Kraft auf seine Weise einbringt, ergibt das eine Fülle der Welt, aus der alle einen Gewinn ziehen. Die Künste stellen es seit langem unter Beweis. Die grösste Stütze für sein Differenzdenken bietet ihm der Franzose Gilles Deleuze, dessen Werk er für das wichtigste in der Philosophie der zweiten Hälfte des 20. Jahrhunderts hält und das er in Vorlesungen und Seminaren ausführlich vermittelt hat. Ansonsten steht ihm die Ahnenreihe Heraklit, antike Skeptiker, Zyniker, Stoiker, Platon, Meister Eckhart, Baruch Spinoza, Gottfried Wilhelm Leibniz, Lewis Carroll, Friedrich Nietzsche, Henri Bergson, Ludwig Wittgenstein, Maurice Merleau-Ponty, Gilles Deleuze/Félix Guattari, aber auch Dichter wie Franz Kafka und Samuel Beckett, der Komponist John Cage u. a. zur Seite.

## Schriften (Auswahl)
- Du corps à la chair. Merleau-Ponty’s Weg von der Phänomenologie zur "Metaphysik". Diss.-Druck Augsburg 1970
- Sprache: Fiktion und Funktion. Eine Untersuchung der Sprachapriori im Erkenntnisprozess. Habil.-Schrift der Universität St. Gallen 1973 (unveröffentlicht)
- Die nervöse Hand. Zur Semantik der Linien von Rolf Sackenheim. DuMont Buchverlag Köln 1991
- Von der verantwortung des Wissens. Frankfurt/ain 1992.
- Heraklit in Kunst und Philosophie. Drei Beispiele. Rimbaud Verlag Aachen 1993
- Hermes oder die Philosophie der Insel Hombroich. (Text dt./engl.) Neuss 1987, 3. Aufl. 1995
- Organon & Harfe. Der Künstler Rolf Sackenheim. Düsseldorf/Bonn 1996
- Die Unbezüglichkeit der Kunst. Fink-Verlag München 1998
- Minimalia zur Gegenwartskunst. Parerga-Verlag Düsseldorf/Bonn 1998
- Max Scheler. Eine Einführung. Parerga-Verlag Düsseldorf/Bonn 1998
- Maurice Merleau-Ponty. Eine Einführung. Parerga-Verlag Düsseldorf/Bonn 1998
- Der Schaffende. Verlag Hofhaus-Presse Düsseldorf 1998
- Zeit Skulptur/Time Sculpture. Roman Signers Werk philosophisch betrachtet/Roman Signers Work in Philosophical Perspective. Unikate Zürich/Verlag der Buchhandlung Walther König Köln 2002
- Roman Signer: Härtetest des Schönen. DuMont, Köln 2009.

## Buchherausgabe (mit Beitrag)
- Max Scheler im Gegenwartsgeschehen der Philosophie. Francke-Verlag Bern/München 1975, mit Beiträgen von M. Heidegger, H.G. Gadamer, H. Plessner, H. Kuhn, A. Dempf, H. Rombach, L. Landgrebe, M. Theunissen, P. Good, W. Welsch, E. Avé-Lallemant, A. Gehlen, H.J. Schoeps, E. Ströker, D. Wyss/G. Huppmann, H.J. Lieber, I. Fetscher, J.M. Bochenski
- Von der Verantwortung des Wissens. Positionen der neueren Philosophie der Wissenschaft. Edition Suhrkamp 1122, Frankfurt a. M. 1982, mit Beiträgen von P. Feyerabend, H.G. Gadamer, K. Hübner, St. Toulmin, P. Good
- Joseph Kopf – Das müde Lächeln im Holunderbaum. 95 Gedichte. Hrsg. mit einem Nachwort von P. Good, Pendo-Verlag Zürich 1989
- Ein dunkles grünes Hungertuch die Welt. Bibliophile Mappe mit 15 Gedichten von Joseph Kopf und mit 4 Radierungen von R. Sackenheim Hrsg. mit einem Nachwort von P. Good, Münsterschwarzach 1989; Neuabdruck in: Osiris. Zeitschr. f. Literatur 6/7, Rimbaud-Verlag Aachen 1998, 125–128
- Joseph Kopf – Gesammelte Gedichte in zwei Bänden: nur eine bewegung von licht, Bd. I: Gedichte 1952–1963; das geöffnete schneeblatt, Bd.II: Gedichte 1967–1979. Mit Nachwort und kritischem Anhang hrsg. von P. Good, Rimbaud-Verlag Aachen 1992
- Albrecht Fabri: Divertimenti. Ausgewählte Texte aus fünf Jahrzehnten. Mit einem Nachwort hrsg. von P. Good, Parerga Verlag Düsseldorf/Bonn 1996
- Organon und Harfe. Der Künstler Rolf Sackenheim. Mit einer Analyse über Collage hrsg. von P. Good, Parerga Verlag Düsseldorf/Köln 1996
- Ch. Kronenberg/P. Good: Grasgeflüster versammelt sich um einen Stein. Kunstbuch mit 25 farbigen Abb. von Plastiken Kronenbergs und mit einer philosophischen Hinführung von P. Good, Parerga Verlag Düsseldorf/Bonn 1996
- Lewis Carroll: Das Spiel der Logik. Mit einem Nachwort hrsg. v. P. Good, Tropen Köln u. Frommann-Holzboog Verlag Stuttgart 1998 (zweite Auflage 1999)
- Max Scheler: Grammatik der Gefühle. Das Emotionale als Grundlage der Ethik. Ausgewählt und mit einer Einführung herausgegeben von P. Good. Deutscher Taschenbuchverlag München 2000; span. Übersetzung: Gramática de los sentimientos. Traducción castellana de Daniel Camper. Critica B 2003

## Symposien
- 2007: Das grosse Bild hat keine Form. Wanderung zwischen dem Denken über Kunst in China und im Westen. Mit François Jullien, Paris; Liliana Albertazzi, Paris; Uli Sigg, Mauensee/Schweiz u. Beijing u. a. 2007 im Philosophie Atelier, Bad Ragaz.
- 2010: Rilke in Ragaz. Ein Sprung durch die fünf Gärten.